# Henry W. Ehrmann
Henry W. Ehrmann (geboren 10. März 1908 in Berlin; gestorben 25. Dezember 1994 in La Jolla) war ein deutschamerikanischer Politikwissenschaftler.

## Leben
Heinrich Walter Ehrmann war ein Sohn des Walter Ehrmann, der bereits 1911 starb, und der Eva Wolff (1883–1969). Seine 1909 geborene Schwester Ruth Albert (1909–1969) war nach ihrer Emigration mit dem Deutsch-Chilenischen Bildhauer Tótila Albert Schneider verheiratet und arbeitete als Kinderpsychotherapeutin. Ehrmann besuchte das Französische Gymnasium. Er studierte Jura an der Berliner Universität und machte 1929 das erste Staatsexamen. Er wurde 1932 an der Universität Freiburg im Breisgau beim Arbeitsrechtler Heinrich Hoeniger promoviert. Er war seit 1927 Mitglied der Sozialistischen Arbeiter-Jugend (SAJ) und der SPD. Er schloss sich 1932 der Leninistischen Organisation unter Walter Loewenheim an.
Ehrmann wurde nach der Machtübergabe an die Nationalsozialisten aus dem Referendariat entlassen. Im November 1933 wurde er von der Gestapo verhaftet und im Konzentrationslager Oranienburg inhaftiert. Da ihm nichts nachgewiesen werden konnte, wurde er im Frühjahr 1934 aus der Haft entlassen und flüchtete in die Tschechoslowakei und von dort nach Frankreich, wo er politisch in der Gruppe Neu Beginnen arbeitete. Seinen Lebensunterhalt verdiente er als freier Journalist für die internationale sozialistische Presse und als Vertreter des Amsterdamer Internationalen Institut für Sozialgeschichte. Ehrmann heiratete 1939 in Frankreich die Emigrantin und Sprachlehrerin Claire Sachs, sie hatten zwei Kinder. 
Nach Kriegsausbruch wurde er 1940 in Frankreich als feindlicher Ausländer interniert. Er erhielt ein Affidavit aus dem emigrierten Institute for Social Research, und es gelang ihm die Flucht über Spanien und Portugal in die USA.
In New York City wurde er zunächst Assistent an der New School for Social Research. Zwischen 1941 und 1943 war er Redakteur der Monatszeitschrift In Re: Germany und arbeitete danach als Berater für das Office of War Information und das War Department. Er wurde bei Reeducation-Kursen in Kriegsgefangenenlagern eingesetzt. 

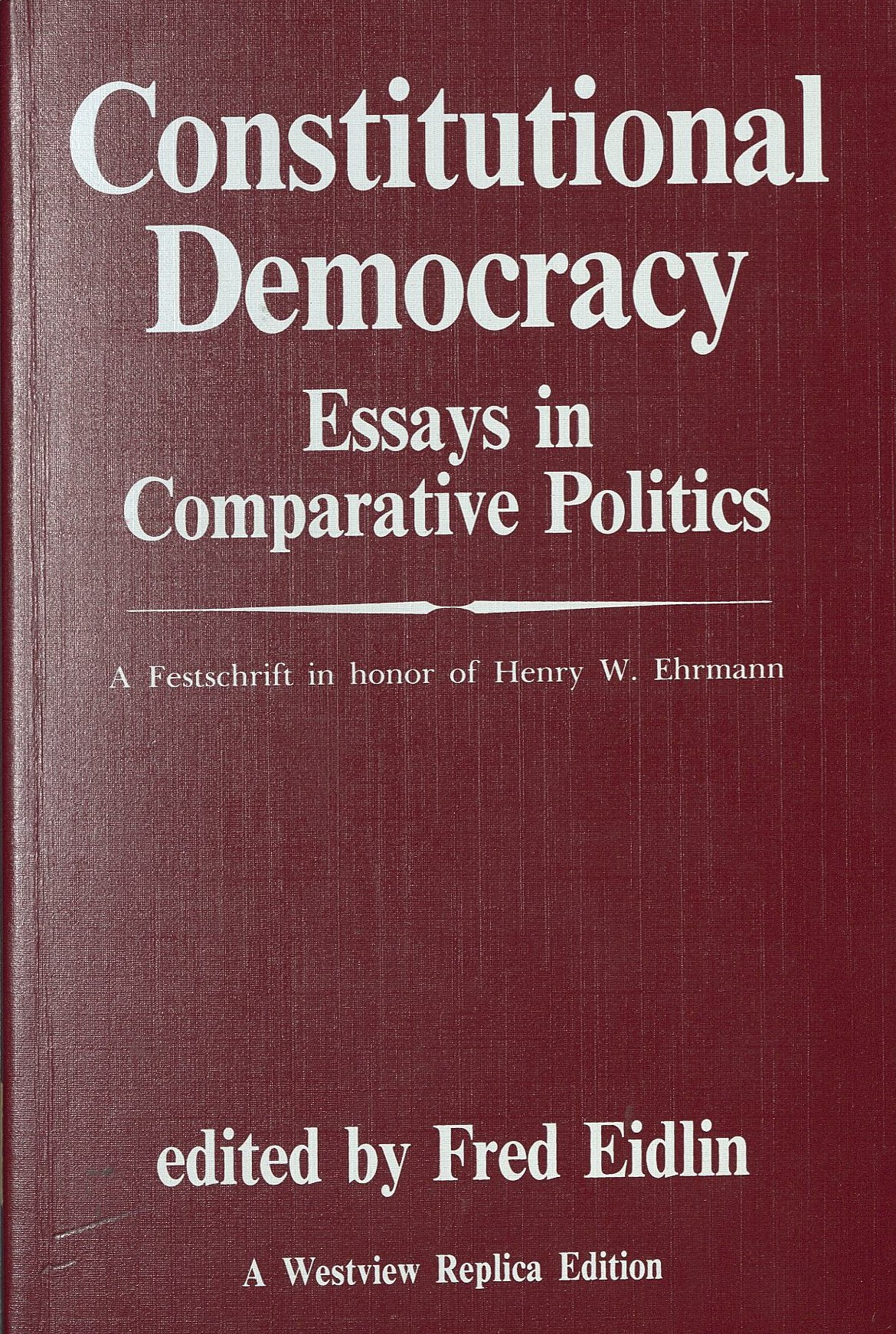
Festschrift (1983)

Im Jahr 1947 wurde Ehrmann Associate Professor für Politische Wissenschaften an der University of Colorado Boulder und 1950 Full Professor. Ehrmann war zwischen 1952 und 1956 Mitglied der Redaktion des American Political Science Review, er saß im Gutachterausschuss der Fulbright-Kommission (1953–1956), beriet die UNESCO. Er wechselte 1961 an das Dartmouth College und lehrte Rechtswissenschaften und Politische Wissenschaften. Von 1971 bis 1973 lehrte er noch an der McGill University in Montreal. Daneben hielt er Gastvorlesungen und hatte Gastprofessuren an der University of California, Berkeley und University of California, San Diego, an der Freien Universität Berlin, an der Sorbonne  und weiteren französischen Hochschulen in Bordeaux, Nizza und Grenoble. 
Ehrmann wurde vielfältig ausgezeichnet, er erhielt 1946 den Meritorious Civilian Service Award, wurde 1977 Chevalier des Ordre des Palmes Académiques, er hatte ein Ehrendoktorat der University of Hartford und 1982 der Universität Mannheim. Ehrmann war Mitglied der American Civil Liberties Union. 

## Schriften (Auswahl)

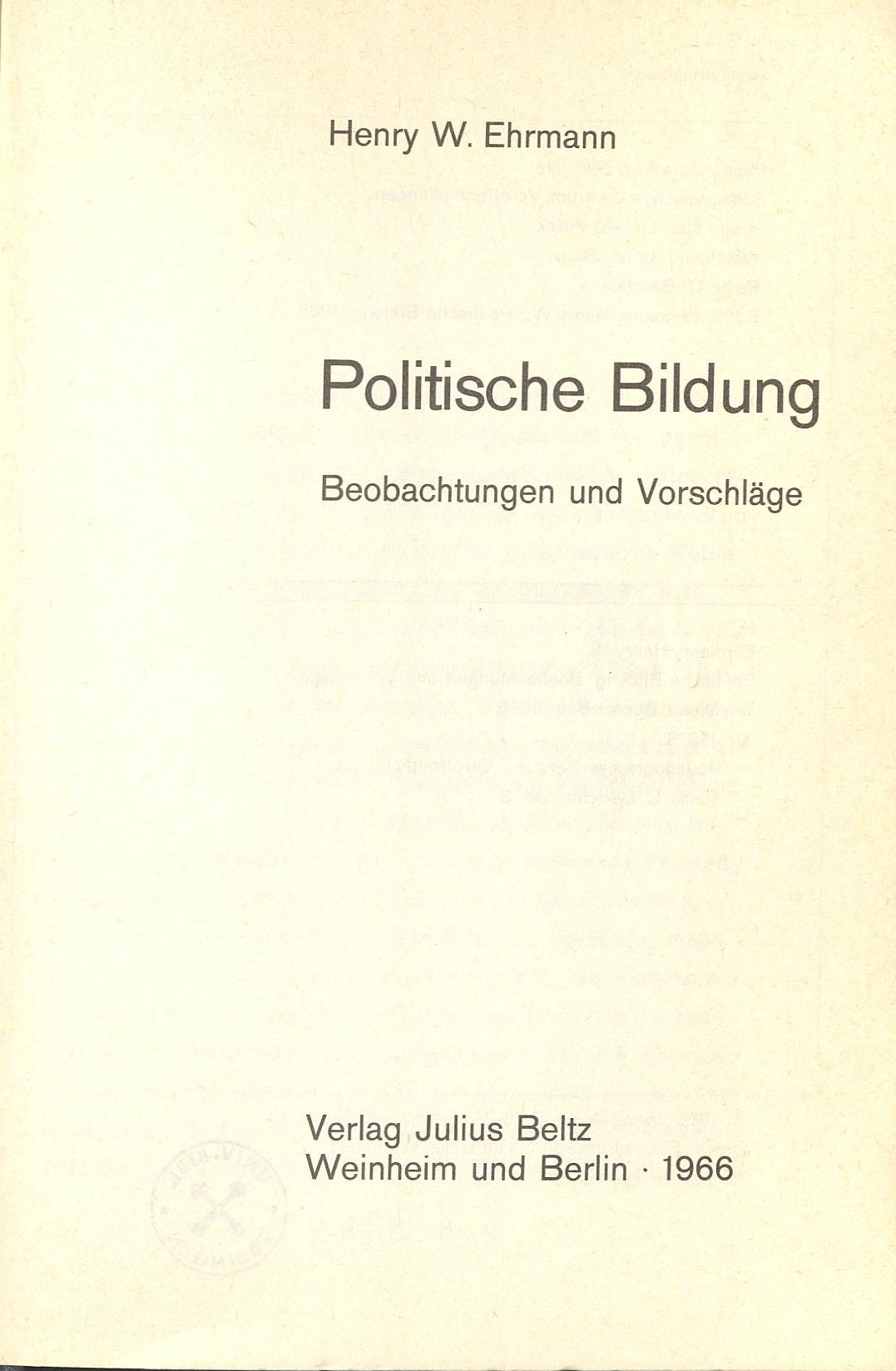
Politische Bildung (1966)

- Der mehrgliedrige Tarifvertrag. Mannheim, 1932
- German History in a New Light. 1945
- French labor : from popular front to liberation. New York: Oxford University Press, 1947
- Mitautor: The Teaching of the Social Sciences in the United States. UNESCO, 1954
- Organized Business in France. Princeton, N.J.: Princeton Univ. Press, 1957
  - La politique du patronat français : 1936–1955. Paris: Colin, 1959
- (Hrsg.): Interest Groups on Four Continents. International Political Science Association. Pittsburgh : Univ. of Pittsburg Press, 1958
- (Hrsg.): Democracy in a changing society. London: Pall Mall Press, 1965
- Politische Bildung : Beobachtungen und Vorschläge. Weinheim: Beltz, 1966
- Politics in France : a country study. Boston: Little Brown, 1968
  - Das politische System Frankreichs : eine Einführung. Übersetzung Kurt Sontheimer. München: Piper, 1976
- Comparative Legal Cultures. Englewood Cliffs, N.J.: Prentice-Hall, 1976
- Fred Eidlin (Hrsg.): Constitutional democracy : essays in comparative politics; a festschrift in honor of Henry W. Ehrmann. Boulder, Colo.: Westview Press, 1983. Mit Bibliographie.